# Sárgafejű királykatirannusz
A sárgafejű királykatirannusz (Platyrinchus coronatus) a madarak (Aves) osztályának a verébalakúak (Passeriformes) rendjébe a királygébicsfélék (Tyrannidae) családjába tartozó faj.

## Rendszerezése
A fajt Philip Lutley Sclater angol ügyvéd és zoológus írta le 1858-ban.

## Alfajai
- Platyrinchus coronatus coronatus P. L. Sclater, 1858
- Platyrinchus coronatus gumia (Bangs & T. E. Penard, 1918)
- Platyrinchus coronatus superciliaris Lawrence, 1863[2]

## Előfordulása
Costa Rica, Honduras, Nicaragua, Panama, Bolívia, Brazília, Kolumbia, Ecuador, Francia Guyana, Guyana, Peru, Suriname és Venezuela területén honos. Természetes élőhelyei a szubtrópusi és trópusi síkvidéki és hegyi esőerdők, valamint mocsári erdők. Állandó, nem vonuló faj.

## Megjelenése
Testhossza 9 centiméter, testtömege 8-9 gramm.

## Életmódja
Ízeltlábúakkal táplálkozik.

## Természetvédelmi helyzete
Elterjedési területe nagy, egyedszáma csökken, de még nem éri el a kritikus szintet. A Természetvédelmi Világszövetség Vörös listáján nem fenyegetett fajként szerepel. Az erdőirtás veszélyezteti.